# Даніель Бріклін
Даніель Бріклін (англ. Daniel Bricklin) — відомий програміст, партнер Боба Френкстона по розробці VisiCalc. Засновник компанії Software Arts. Відомий як «батько табличних процесорів».

## Біографія

### Молодість
Народився у Філадельфії, Пенсільванія, де закінчив єврейську середню школу Akiba Hebrew Academy і почав цікавитися електротехнікою і комп'ютерами. Закінчив навчання в Массачусетському технологічному інституті зі ступенем магістра ділового адміністрування в 1979 році. 
Він кілька років розробляв програми для обробки текстів в Digital Equipment Corporation, після чого поступив до Гарвардської школи бізнесу. Там на одній з лекцій у 1978 він побачив як професор морочиться з фінансовою моделлю на дошці, згадав «Матір Всіх Демопоказів» Дуґласа Енгельбарта і у нього з'явилась ідея електронного редактора таблиць.

### Кар'єра
В цей же рік, він зі своїм другом Бобом Френкстон заснували компанію Software Arts. І почали роботу над VisiCalc, першим табличним процесором в той час для персональних комп'ютерів. За це отримав премію імені Грейс Мюррей Гоппер в 1981 році.
В 1994 році отримав премію за заслуги від Асоціації обчислювальної техніки.
В 1995 році заснував компанію Trellix, також знявся в документальному фільмі Triumph of the Nerds, а в 2005 у фільмі Aardvark'd : 12 Weeks with Geeks.
11 серпня 2000 ввів термін friend-to-friend.
У 2009 році розробив WikiCalc.

## Зноски
1. ↑  https://awards.acm.org/fellows/award-recipients
2. ↑  Айзексон, 2017, с. 318.